# Platyla polita
Platyla polita là một loài land động vật chân bụng thuộc họ Aciculidae.

## Phân bố
Nó được tìm thấy ở the Cộng hòa Séc, Ba Lan, Hà Lan]], Slovakia và others.